# Norica Câmpean
Norica Câmpean (* 22. März 1972 in Teiuș) ist eine ehemalige rumänische Geherin.
1995 kam sie über 10 km bei den Leichtathletik-Weltmeisterschaften in Göteborg auf den 20. Platz.
Bei den Olympischen Spielen 2000 in Sydney und den Weltmeisterschaften 2001 in Edmonton wurde sie jeweils Sechste im 20-km-Gehen. Bei den Olympischen Spielen 2004 in Athen belegte sie den 27. Rang.
Norica Câmpean ist 1,64 m groß und wiegt 58 kg.

## Persönliche Bestzeiten
- 3000 m (Halle): 11:41,85 min, Bukarest
- 5000 m: 21:34,20 min, 9. Oktober 1998, Lugano
- 10.000 m: 44:00,95 min, 26. Juni 1999, Istanbul
- 10 km: 42:16 min, 9. Mai 1999, Calella
- 20 km: 1:27:46 h, 28. März 1999, Békéscsaba